# Проспект Хасана Туфана

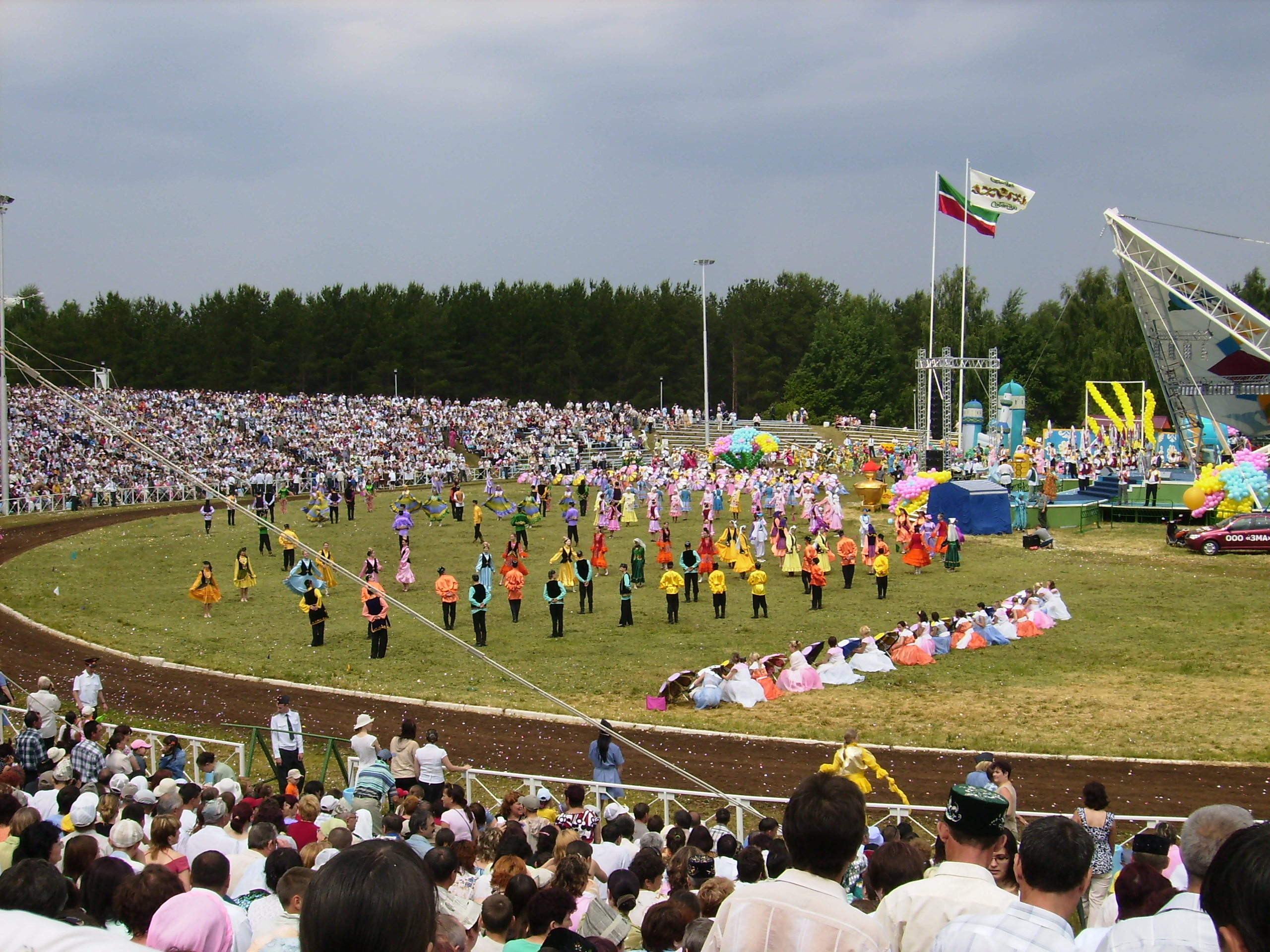

Проспект Хасана Туфана (тат. Хәсән Туфан проспекты) — крупная магистраль Нового города в Набережных Челнах. Проходит через Автозаводский и Центральный районы города. Является составной частью оси, соединяющей северо-западную и южную (по проспекту КАМАЗа) части города.

## История
Строительство проспекта велось одновременно со строительством жилых массивов Нового города — в 1970-х годах. Первоначальное название — проспект 50-летия СССР, в 1993 году — стал называться проспектом Хасана Туфана, в честь татарского поэта и писателя, народного деятеля, лауреата Республиканской премии имени Габдуллы Тукая (1966).
В начале 1970-х на проспекте началось строительство 25 этажного здания — гостиницы на 564 места. Здание возводилось из монолитного бетона, однако в плановые сроки не было достроено, и стало долгостроем. За цилиндрическую форму и характерный выступ на крыше среди жителей города здание получило название «тюбетейка». Тем не менее здание было достроено и введено в эксплуатацию как бизнес-центр «2.18» 25 декабря 2008 года.

## Расположение и благоустройство
Проспект начинается на двухуровневой развязке пересечения с Машиностроительной улицей, и является продолжением проспекта КАМАЗа. Участок от двухуровневой развязки пересечения с Машиностроительной улицей и развязки с Московским проспектом является границей между Центральным и Автозаводским районами города. Проспект в начале ориентирован на северо-запад, и у 2/18 ориентация меняется на ещё более западную. Протяженность проспекта составляет более четырёх километров. Проезжая часть имеет три и более полос для движения. Имеются две двухуровневые развязки (с Московским проспектом и проспектом Мира). Заканчивается проспект на перекрёстке с улицей Раскольникова. Интенсивность движения на проспекте составляет 2325 автомобилей в час, пропускная способность — 5425 автомобилей в час. Имеется крупный зелёный массив (парк отдыха «Гренада»).

## Объекты на проспекте
На проспекте в доме № 23 расположен Концертный зал имени Сары Садыковой.
В конце проспекта расположен городской Майдан,где проводится праздник Сабантуй.